# Малые Щербиничи
Малые Щербиничи — село в Злынковском районе Брянской области, в составе Щербиничского сельского поселения. 
 Расположено в 20 км к юго-востоку от Злынки, в 3 км к юго-востоку от села Большие Щербиничи. Население — 324 человека (2010).
Имеется отделение почтовой связи, сельская библиотека. Плотина и большой пруд на реке Ваге.

## История
Упоминается с первой половины XVII века как слобода Щербиницкая, в составе Чолховской волости; казачьего населения не имела. С 1712 года упоминается как приходское село с храмом Святителя Николая (не сохранился).
Со второй половины XVII века до 1781 года входило в Топальскую сотню Стародубского полка (также называлось Новые Щербиничи); затем в Новоместском, Новозыбковском (с 1809) уезде (с 1861 года — административный центр Малощербиничской волости, с 1923 в Злынковской волости). В XIX веке действовал свеклосахарный завод; в конце XIX века была открыта земская школа.
2 сентября 1868 года здесь родился российский врач, композитор, гобоист, дирижёр, педагог и музыкальный деятель Александр Леонтьевич Горелов.
В 1929—1932 гг. состояло в Чуровичском районе, в 1932—1939 гг. — в Новозыбковском районе, затем в Злынковском, при временном упразднении которого (1959—1988) — вновь в Новозыбковском. С 1919 года до 1930-х гг. и в 1989—2005 гг. являлось центром Малощербиничского сельсовета; между этими периодами — в Большещербиничском сельсовете.
| Годы      | 1859 | 1892 | 1901 | 1926 | 1979 | 1989 | 2002 | 2010 |
| --------- | ---- | ---- | ---- | ---- | ---- | ---- | ---- | ---- |
| Население | 809  | 1001 | 1054 | 1032 | 398  | 480  | 380  | 324  |